# Masser af post
|  | Denne artikel er oprettet af botten Steenthbot ud fra en ekstern database. Den kan derfor have sproglige fejl eller mangler. Denne skabelon kan fjernes efter kontrol af indholdet. |

Masser af post er en dansk dokumentarfilm fra 1958 instrueret af Erling Wolter efter eget manuskript.

## Handling
Der skal et stort apparat til for at ekspedere den daglige post, og i tiden op til jul sættes det på en hård prøve. De sidste 5 dage før juleaften ekspederes lige så meget post som ellers på en måned. Det betyder overarbejde for det faste personale og indkaldelse af ekstramandskab. I endeløse strømme glider breve og pakker afsted på transportbåndene, og stempelmaskinerne får lov at løbe, det de kan. For at det hele kan gå glat, må afsenderne emballere pakkerne godt, skrive tydelig og rigtig adresse på alle forsendelser og sende dem afsted i god tid.